# HIP 41378
HIP 41378 là một ngôi sao nằm cách Trái Đất 348 năm ánh sáng trong chòm sao Cự Giải. Đây là một sao lùn dãy chính loại F có độ lớn biểu kiến là 8,92. Ngôi sao này này có khối lượng 1.15 M☉ và bán kính 1.25 R☉; nhiệt độ bề mặt khoảng 6251 K.

## Hệ hành tinh
Vào năm 2016, sứ mệnh K2 Kepler đã phát hiện ra 5 hành tinh xung quanh HIP 41378, với kích thước bằng khoảng gấp đôi kích thước của Trái Đất đến kích thước của Sao Mộc, lên khoảng 1 AU đến hành tinh ngoài cùng hệ mặt trời. Các trục bán chính không được biết đến cho đến năm 2019, khi dữ liệu vận tốc xuyên tâm của Đài quan sát K2 Haute-Provence đủ điều kiện cho phép. Ngoài ra, hành tinh thứ sáu - HIP 41378 g, đã được phát hiện và các hành tinh khác vẫn còn bị nghi ngờ nằm giữa HIP 41378 g và HIP 41378 d. Hành tinh HIP 41378 f cũng được phát hiện có khả năng có một vành đai dày về mặt quang học hoặc bầu khí quyển mở rộng cao.
| Thiên thể đồng hành (thứ tự từ ngôi sao ra) | Khối lượng     | Bán trục lớn (AU) | Chu kỳ quỹ đạo (ngày) | Độ lệch tâm | Độ nghiêng     | Bán kính                        |
| ------------------------------------------- | -------------- | ----------------- | --------------------- | ----------- | -------------- | ------------------------------- |
| b                                           | 6.89 ± 0.88 M🜨 | 0.1283            | 15.57208 ± 0.00002    | 0.07 ± 0.06 | 88.75 ± 0.13°  | 2.17 ± 0.28 R🜨                  |
| c                                           | 4.4 ± 1.1 M🜨   | 0.2161            | 31.706038 ± 0.00006   | 0.04        | 88.477 ± 0.06° | 2.727 ± 0.06 R🜨                 |
| g                                           | 7.0 ± 1.5 M🜨   | 0.3227 ± 0.0036   | 62.06 ± 0.32          | 0.06        | —              | —                               |
| h+ (chưa xác nhận)                          | —              | —                 | 93-131                | —           | —              | —                               |
| d                                           | 2.3 ± 2.3 M🜨   | 0.88 ± 0.01       | 278.3618 ± 0.0005     | 0.06 ± 0.06 | 89.80 ± 0.02°  | 3.54 ± 0.06 R🜨                  |
| e                                           | 12 ± 5 M🜨      | 1.06 ± 0.03       | 369 ± 10              | 0.14 ± 0.09 | 89.84 ± 0.07°  | 4.92 ± 0.09 R🜨                  |
| f                                           | 12 ± 3 M🜨      | 1.37 ± 0.02       | 542.07975 ± 0.00014   | 0           | 89.971 ± 0.01° | 9.2 ± 0.1 (radius of rings?) R🜨 |